# Электроника 7-06
«Электроника 7-06» (1982—наст. время)— наиболее популярные в СССР подвесные промышленные электронные часы. 

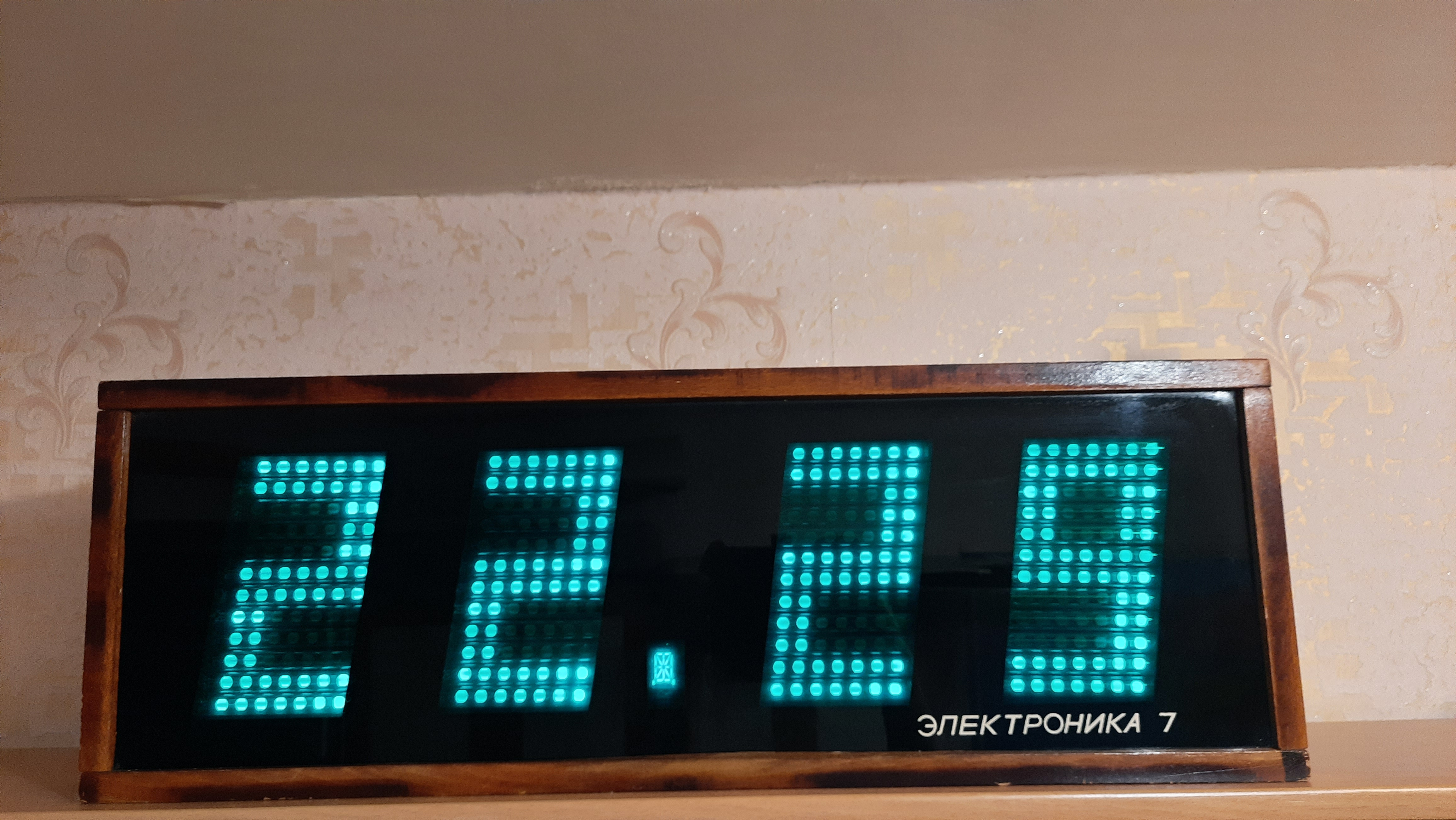
Электроника 7-06К (1984)

Часы производились на базе саратовского завода «Рефлектор». Часы комплектовались вакуумно-люминесцентными индикаторами собственного изготовления. 
Назначение часов промышленное, для производственных целей. Корпус выполнен из ДСП и деревянного шпона с лаковым покрытием. Внутренняя конструкция часов из индикаторов, силового трансформатора, управляющих плат смонтирована на металлической раме, которая является довольно прочной. 
Часы продавались по цене 75 рублей (1986 год).
В этих часах каждая цифра формируется четырьмя (7-06М) или одиннадцатью (7-06, 7-06К), в ранних вариантах — двенадцатью индикаторными лампами типа ИВ-26 (для увеличения размера получаемых цифр). Каждое из четырёх знакомест подключено через отдельный «блок индикации» — плату усиления семисегментного кода, поступающего с основного «пересчетного устройства». Существуют модели[какие?] и с тиратронной, а также светодиодной (7-06К-08) индикацией.

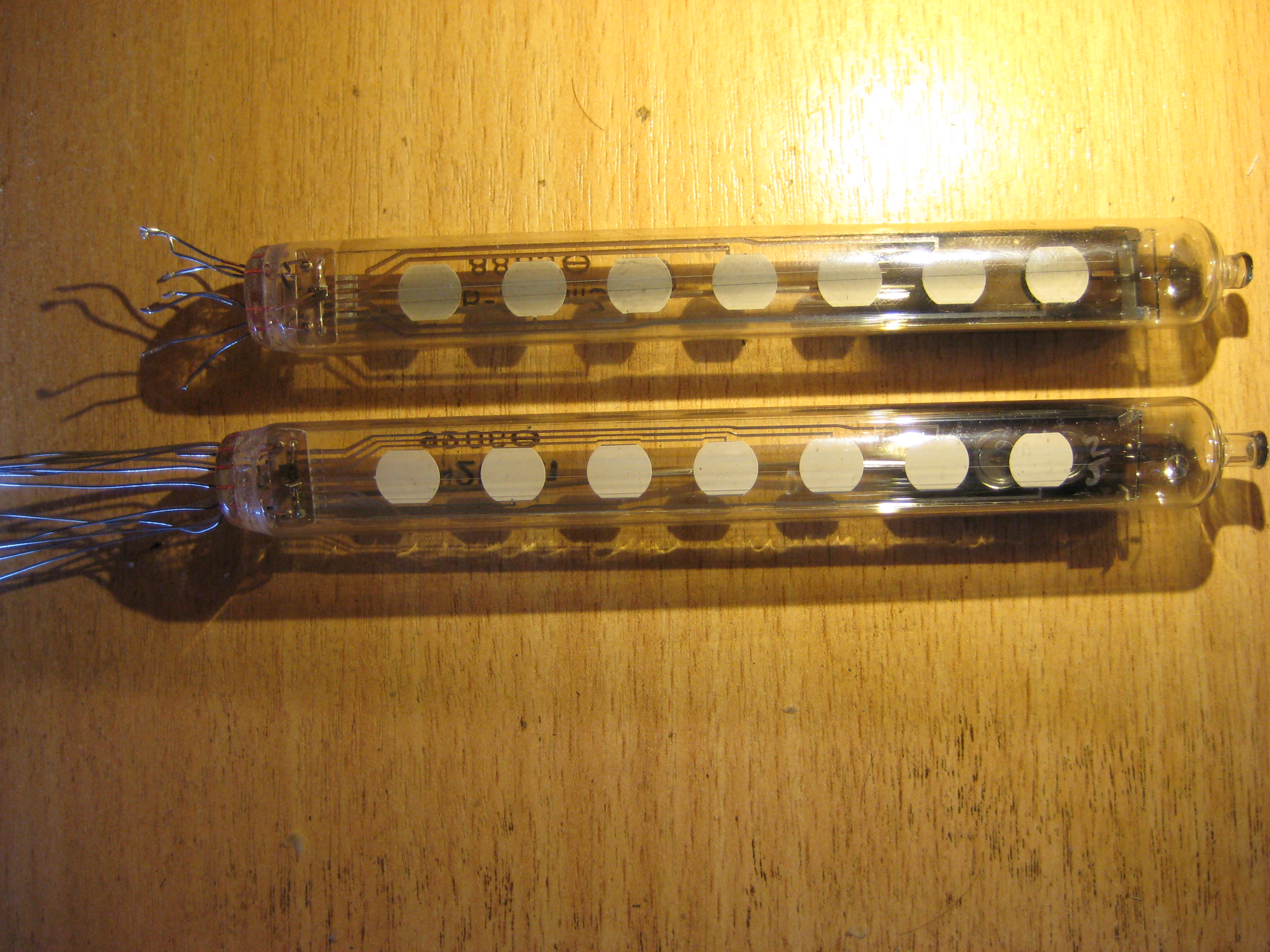
Индикаторы ИВ-26 тип 1 и тип 3

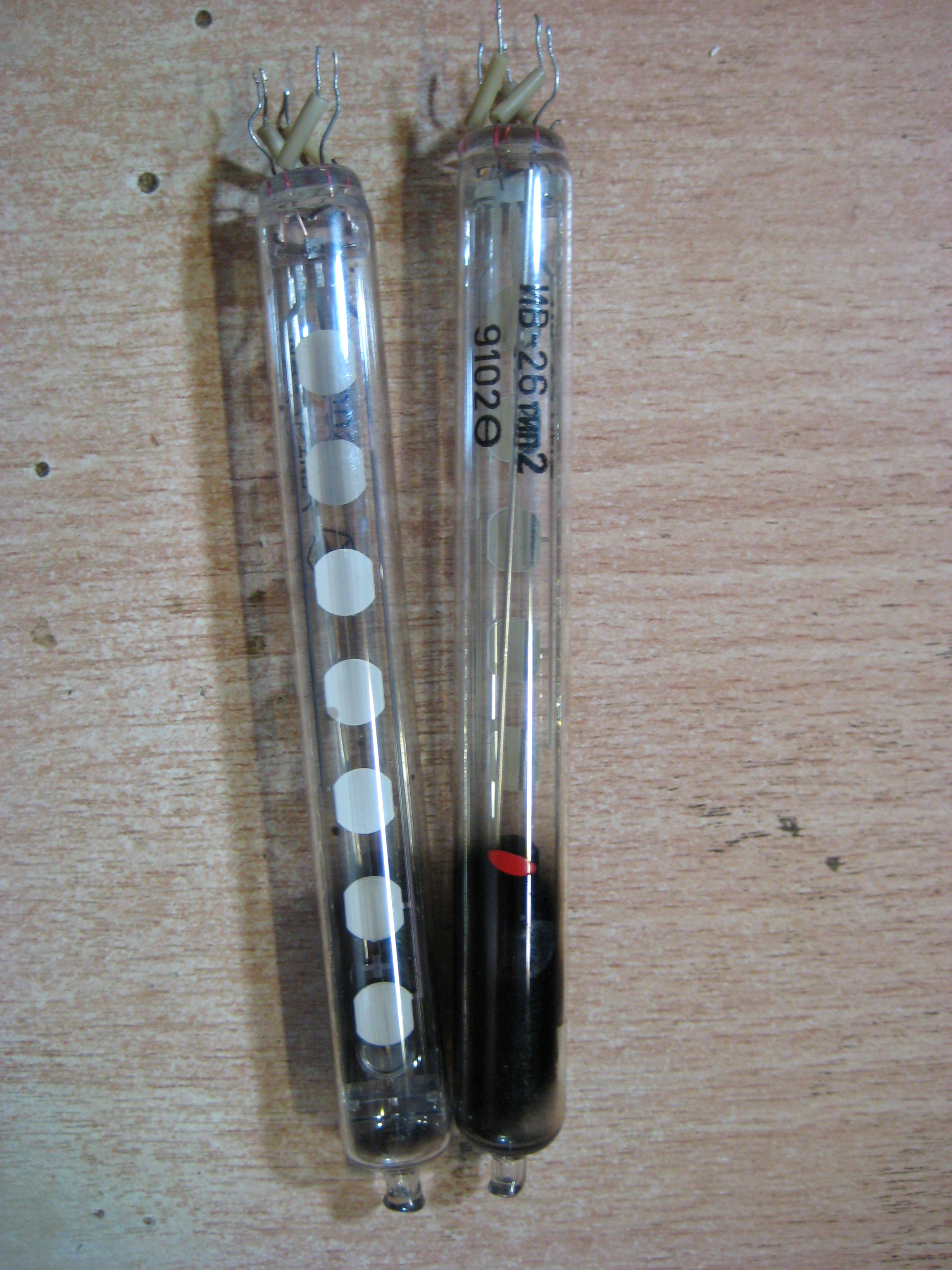
Индикаторы ИВ-26 тип 2

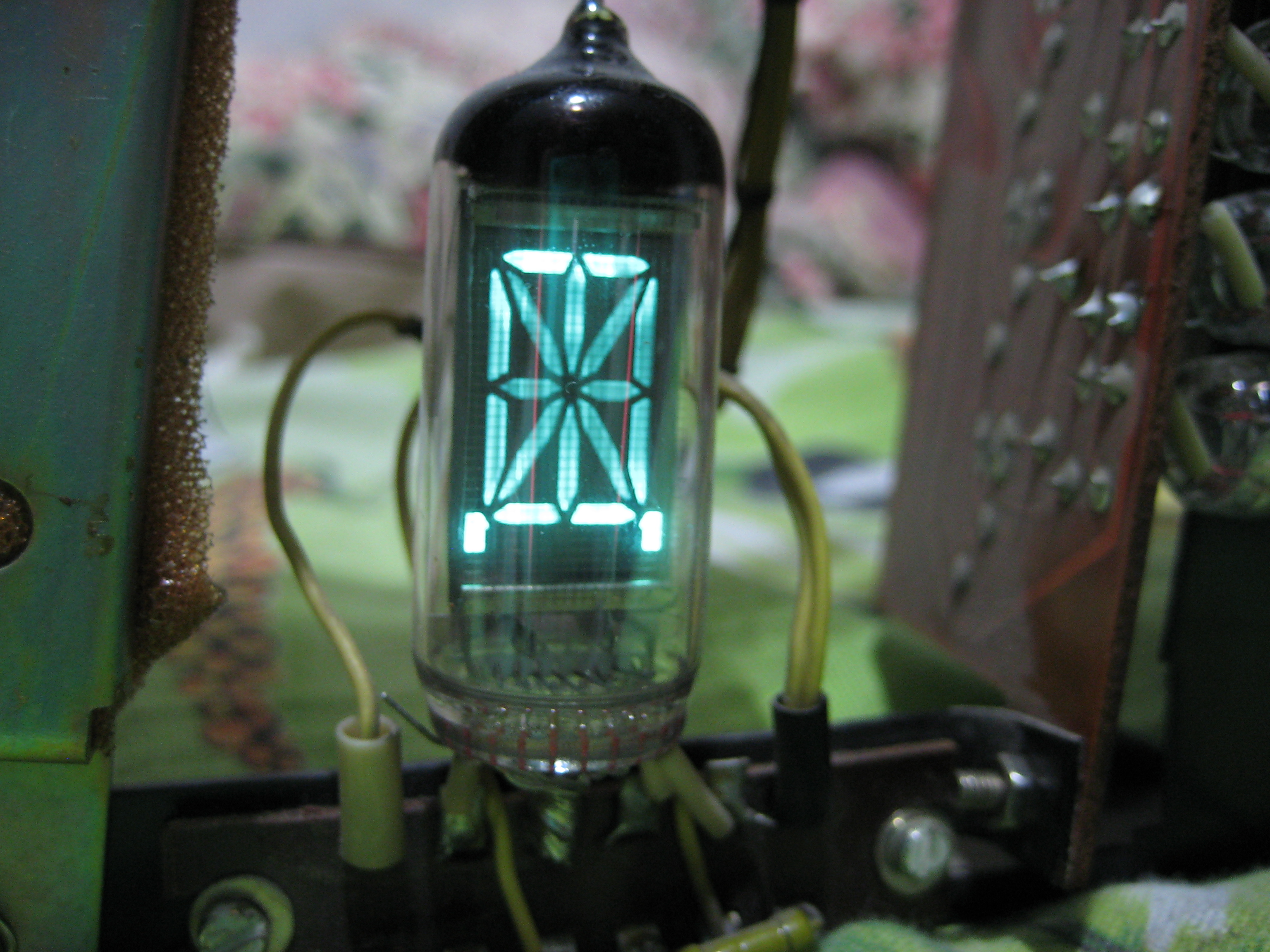
Индикатор ИВ-4, используемый в качестве разделительной точки

В зависимости от габаритов часов, в них применяются матрицы из индикаторов ИВ-26 различной размерности. В крупных часах индикаторы расположены горизонтально в количестве 11 или 12 штук на знакоместо. Они образуют матрицу размерностью 7 на 11 или 7 на 12 пикселей. В таких часах один сегмент отображается двумя индикаторами. Эти часы потребляют мощность порядка 40 Вт. В малогабаритных часах используется по четыре вертикально расположенных индикатора на знакоместо, образующие матрицу размерностью 4 на 7 точек. Мощность, потребляемая этими часами — порядка 20 Вт.
Вакуумно-люминесцентный индикатор типа ИВ-26 способен отображать семь точек, расположенных в ряд. В отличие от других вакуумно-люминесцентных индикаторов, он не имеет сетки. Это исключает возможность использования его в системах динамической индикации и заставляет питать его аноды несколько завышенным напряжением. Поэтому индикация во всех часах «Электроника 7» — статическая, а источник питания анодных цепей имеет напряжение 25 В. Существует три варианта индикатора ИВ-26, которые отличаются друг от друга цоколёвкой («тип 1», «тип 2», «тип 3»). У индикатора «тип 1» выведены контакты всех семи точек; у индикатора «тип 2» объединены выводы 1-2, 3-4-5, 6-7 точек; у индикатора «тип 3» объединены выводы 2-3 и 5-6 точек. Таким образом, может быть осуществлено подключение индикатора «тип 1» вместо «тип 2» или «тип 3» путём объединения выводов, но не наоборот. Индикатор «тип 2» удобен при горизонтальном расположении лампы в знакоместе («Электроника 7-06К»), «тип 3» при вертикальном расположении («Электроника 7-06М»). Встречаются поздние модификации «Электроника 7-06М» с индикатором ИВ-26 «тип 1».
В качестве разделительной точки между позициями часов и минут применяется отдельный 16-сегментный индикатор ИВ-4 (крупногабаритные часы) или семисегментный ИВ-6 (малогабаритные часы). Для этого одновременно включаются некоторые либо все сегменты индикатора. Напряжение питания накала такого разделительного индикатора отличается (меньше) от напряжения питания накала ИВ-26, однако, используется та же обмотка силового трансформатора, а лишнее напряжение гасится на последовательно включённом резисторе.
Вычислительная часть часов («пересчётное устройство») выполнена на сравнительно небольшой плате. Элементная база — КМОП микросхемы серии К176. Сами индикаторы управляются транзисторными ключами или специальными микросхемами, расположенными вне платы вычислительной части.
На левой боковой стенке часов расположены органы управления, которыми устанавливают время, и разъем подключения к радиотрансляционной сети для автоматической корректировки времени по сигналам точного времени, передаваемым в начале каждого часа (только модель 7-06К). В первых экземплярах часов это — микрокнопки типа КМ1-1 («Электроника 7-06К»), позднее стали применяться более дешёвые переключатели типа П2К. Расположены они могут быть по-разному, обычно верхняя кнопка устанавливает показания счётчика минут, средняя — часов, а нижняя осуществляет общий сброс всех счётчиков. Нередко также часы оснащены переключателем остановки хода, который имеет фиксацию. Переключатель остановки хода может быть совмещён с кнопкой сброса, в таком случае он осуществляет установку значения минут в 0, значение часа остаётся без изменений.
Модели часов 7-06К комплектуются встроенной схемой синхронизации (поправки показаний) по сигналам точного времени «6 точек», передаваемых по радиотрансляционной сети. В этом случае они имеют дополнительный кабель, подключаемый к радиотрансляционной сети (модификации с буквенным индексом «К»). Некоторые модели часов[какие?] оснащены также отсеком для батарей поддержки хода при отключении сетевого питания.
Подвесные электронные часы «Электроника 7-06» выпускались с 1982 года в различных модификациях:
- «Электроника 7-06М-08»;
- «Электроника 7-06М-09»;
- «Электроника 7-06М-11»;
- «Электроника 7-06М-16»;
- «Электроника 7-06М-16Т»;
- «Электроника 7-06М-20»;
- «Электроника 7-06М-20Т»;
- «Электроника 7-06М-17»;
- «Электроника 7-06М-17Т»;
- «Электроника 7-06М-21»;
- «Электроника 7-06М-21Т»;
- «Электроника 7-06К-07»;
- «Электроника 7-06К-08»;
- «Электроника 7-06М-13»;
- «Электроника 7-06К-09»;
- «Электроника 7-06К-10».

Различные модели имеют отличия в высоте символа (в основном были 78 мм и 140 мм), количестве разрядов (часы, минуты, секунды), цвете индикации (зелёный или красный).
Существует очень редкий вариант крупногабаритного уличного дозиметра на основе наработок от часов «Электроника 7-06», но в металлическом герметизированном корпусе, допускающем открытую установку. Он получил наименование 7-06К-03Д. В этом приборе первые два знакоместа оставлены на месте, и отображают естественный радиационный фон на улице в микрорентгенах в час, а оставшиеся два знакоместа заменены на стекло, покрытое чёрной краской, на котором имеются прозрачные области, образующие надпись «мкР/ч». С обратной стороны для гармонирования с цветом свечения индикаторов надпись окрашена светопропускающей зелёной краской. Она подсвечивается изнутри лампой накаливания. При ремонте и эксплуатации этого прибора следует учитывать, что счётчик Гейгера-Мюллера в нём питается высоким напряжением.
Следует также учитывать, что часов «Электроника 7-06» классического типа со светофильтрами из оргстекла, никогда не существовало. Оригинальная передняя панель часов, иначе называемая «маской», выполнена из бесцветного (в основном в малогабаритных моделях с буквенным индексом «М») или зелёного (в основном в крупногабаритных моделях) натурального стекла, на которое методом шелкографии нанесены белая надпись «Электроника 7» и чёрный фон, на котором оставлены прозрачные области для знакомест. Если вместо такой маски в часы установлен лист оргстекла того или иного цвета без надписей и закрашенных областей, то это изделие также является результатом модификации, потребовавшейся, например, если оригинальная передняя панель была повреждена. Исключение составляют, вероятно, лишь часы «Электроника 7-06К-07» с тиратронной индикацией.

## Галерея

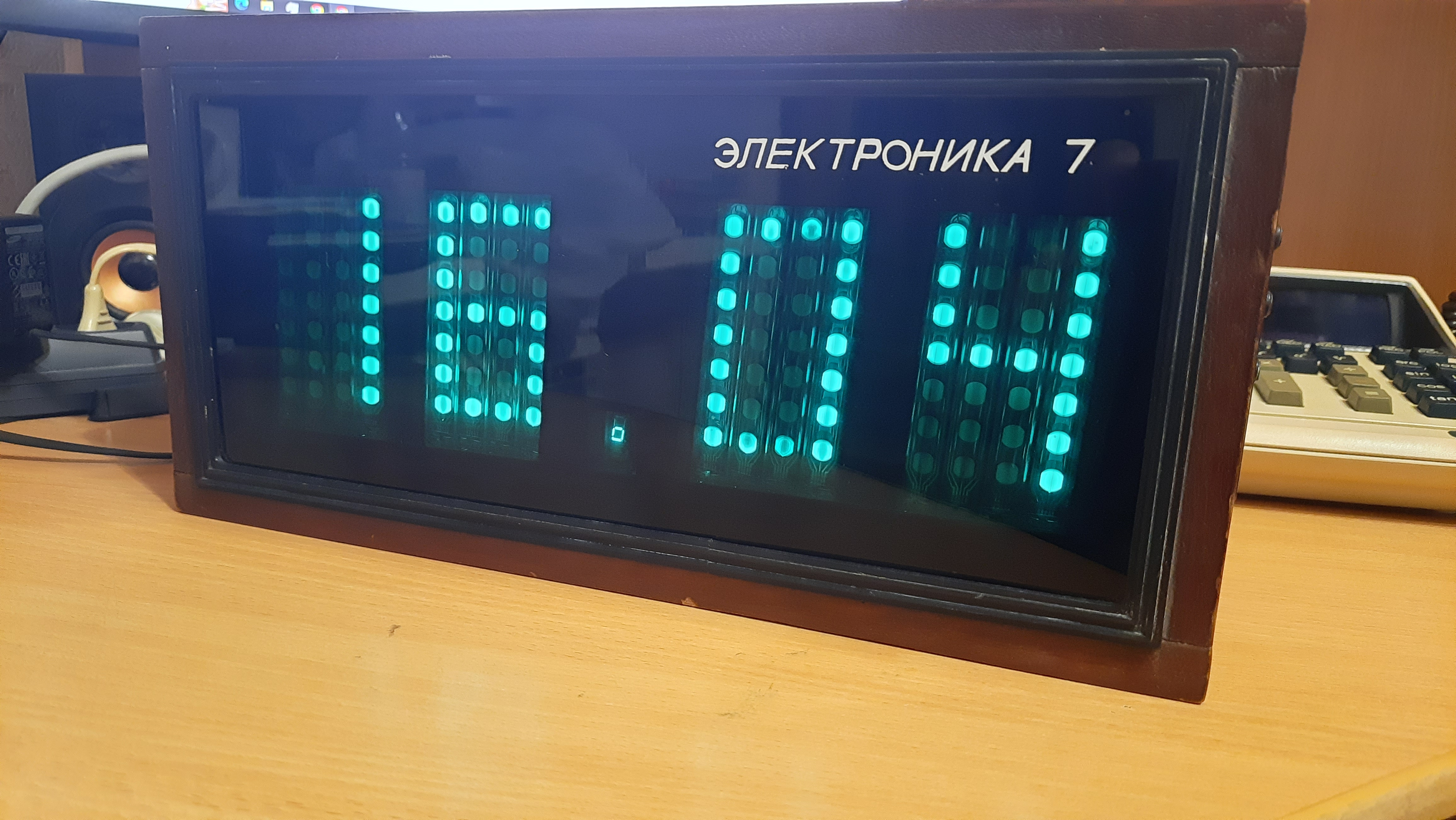
Малогабаритные часы Электроника 7-06М (1989)
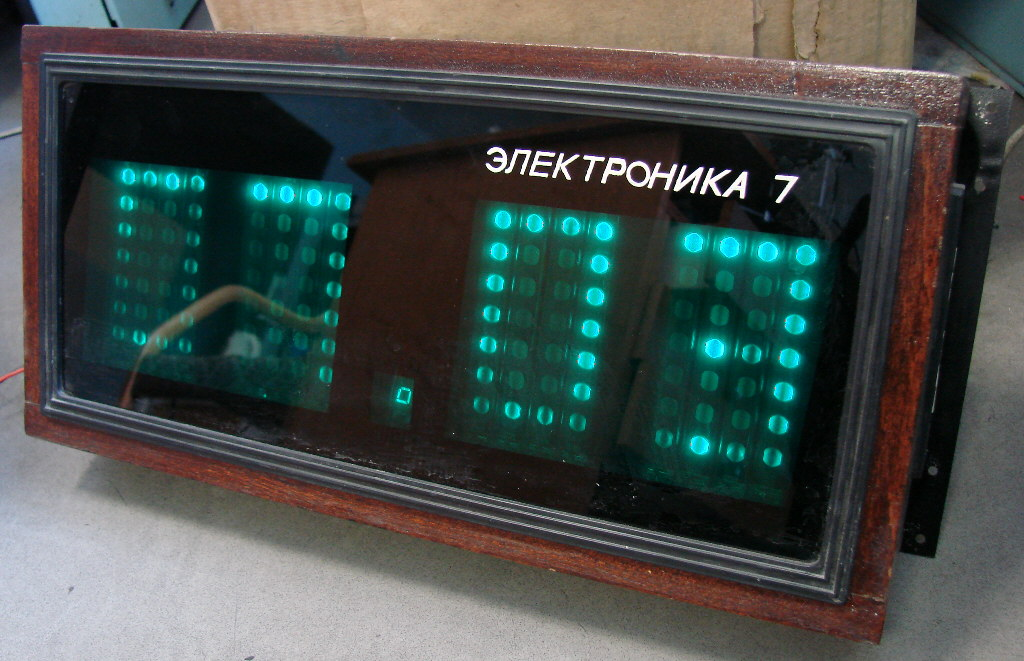
Малогабаритные часы Электроника 7-06М с "выгоранием" индикаторов ИВ-26.